# Beltiug
Beltiug (maďarsky Krasznabéltek) je rumunská obec v župě Satu Mare. V roce 2011 zde žilo 3 228 obyvatel. K obci kromě Beltiug administrativně náleží pět dalších vesnic.

## Části obce
- Beltiug
- Bolda
- Ghirișa
- Giungi
- Rătești
- Șandra

## Národnostní složení
údaje z roku 2011
- Rumuni – 35,09 %
- Maďaři – 31,53 %
- Romové – 17,99 %
- Němci – 11,4 %